# مجیا
مَجیا یک توزیع لینوکس و انشعابی از مندریوا لینوکس است. اصطلاح مَجیا — (به یونانی: μαγεία) — به معنای «جادو» است و به مندریک جادوگر(Mandrake the Magician) اشاره دارد که عنوان اصلی لینوکس مندریوا است (لینوکس مندریک).
نخستین انتشار از این توزیع، مَجیا ۱ بود که در ژوئن سال ۲۰۱۱ میلادی منتشر شد.

## تاریخچه
مَجیا در سال ۲۰۱۰ و به صورت انشعابی از لینوکس مندریوا، و توسط گروهی از کارمندان سابق مندریوا اس.ای. و چندین توسعه‌دهنده و کاربر و طرفداران جامعهٔ مندریوا منتشر شد.
در دوم سپتامبر سال ۲۰۱۰ میلادی، اج آی‌تی، یکی از شاخه‌های شرکت مندریوا، توسط دادگاه بازرگانی پاریس (فرانسه) در معرض انحلال قرار گرفت؛ طبق این حکم که از تاریخ ۱۷ سپتامبر اجرایی می‌شد تمامی دارایی‌های اج آی‌تی منحل و کارمندانش مرخص شدند.
یک روز پس از این رویداد یعنی در ۱۸ سپتامبر ۲۰۱۰، برخی از این کارمندان سابق این شرکت که بیشترشان مسئولیت گسترش و نگهداری توزیع مندریوا لینوکس را بر گردن داشتند، به همراه چندین عضو جامعهٔ کاربری، خبر از ایجاد مَجیا به پشتیبانی بسیاری از اعضای گسترش‌دهنده، کاربران و کارمندان مندریوا دادند.

## نسخه‌ها
هدف‌گذاری مَجیا انتشار نه‌ماه به نه‌ماه این توزیع است، به طوری که هر نسخه از آن دو نوبت نه‌ماهه پشتیبانی شود (۱۸ ماه پشتیبانی).
مَجیا ۱ در اوایل ژوئن سال ۲۰۱۱ میلادی منتشر شد. در این نسخه دسکتاپ‌های کی‌دی‌ئی ۴، گنوم ۲٫۳۲، ایکس‌اف‌سی‌ئی ۴، ال‌اکس‌دی‌ئی و همچنین مدیرپنجره‌های اپن‌باکس، ویندومیکر، آیس‌دابلیوام(ICEWM)، فلاکس‌باکس و اف‌وی‌وی‌ام۲ در دسترس بودند، در این نسخه از مَجیا از لینوکس نسخه ۲٫۶٫۳۸٫۷ استفاده شده بود.
آخرین نسخهٔ پایدار این توزیع مَجیا ۴ است که در ماه فوریهٔ سال ۲۰۱۴ منتشر شد.

## ویژگی‌های منحصر به فرد
مَجیا نخستین توزیع لینوکس است که از پایگاه‌دادهٔ ماریادی‌بی(MariaDB) به جای مای‌اس‌کیوالِ اوراکل استفاده می‌کند.

## مخازن مَجیا
نرم‌افزارهای مَجیا بسته به نوع مجوزشان در سه مخزن مختلف دسته‌بندی شده‌اند:
1. هسته یا Core که شامل بسته‌های آزاد/متن‌باز بوده و به صورت پیش‌فرض موجود و فعال است.
2. ناآزاد یا Nonfree که حاوی بسته‌های رایگانی است که مَجیا آن‌ها را بازپخش کرده و ممکن است شامل برنامه‌های کد-بسته شود. به عنوان مثال این مخزن شامل راه‌اندازهای اختصاصی گرافیک‌های ای‌تی‌آی و ان‌ویدیا نیز هست. این مخزن در مَجیا موجود است ولی به صورت پیش‌فرض فعال نیست.
3. آلوده یا Tained: این مخزن شامل بسته‌هایی می‌شود که پروانهٔ آزاد دارد. معیار اصلی قرار دادن بسته‌ها در این مخزن نقض قوانین کپی رایت و ثبت اختراع در برخی از کشورها است. به عنوان مثال کدک‌های چندرسانه‌ای مورد نیاز برای پخش برخی پرونده‌های صوتی/تصویری در این مخزن واقع شده است. مخزن آلوده نیز به صورت پیش‌فرض موجود است ولی فعال نیست.

## مدیریت بسته‌ها در مَجیا
مَجیا به صورت پیش‌فرض از ابزار urpmi که یک رابط خط فرمان (سی‌ال‌آی) است برای شناسایی پیشنیازهای بسته‌های آرپی‌ام استفاده می‌کند. ابزار اصلی مدیریت بسته‌ها با رابط گرافیکی در این توزیع Rpmdrake است که کار نصب و حذف بسته‌ها را به عهده می‌گیرد و از طریق منوی اصلی در دسترس است.

## نقاط ضعف و قوت
نقاط قوت: مجیا در عین حال که به کاربران با تجربه لینوکس امکان سفارشی کردن و دستکاری تمامی سیستم عامل را می‌دهد، بخاطر ذات سادهٔ خود برای کاربران تازه‌کار هم بسیار مناسب می‌باشد.
از دیگر نقاط قوت این توزیع می‌توان به ابزار تنظیمات مرکزی قوی و سادهٔ آن اشاره داشت که نیاز کاربر به محیط کنسول لینوکس را بسیار کم می‌کند. همچنین پشتیبانی خوب و ساپورت مناسب در زبانهای مختلف (البته بجز زبان فارسی) و استواری و مستحکم بودن این توزیع نیز از نقاط قوت مهم آن بشمار می‌رود.
نقاط ضعف: از مهمترین مشکلات این توزیع کم شهرت بودنش در بین کاربران لینوکس هست. اغلب افراد نمی‌دانند که پیشینهٔ این توزیع در لینوکس قدرتمند مندریوا می‌باشد و همین امر احتمال کم اعتمادی افراد به آن را زیاد می‌سازد. همچنین نگرانی‌هایی هست مبنی بر اینکه جامعهٔ توسعه دهندگان داوطلب این توزیع امکان نگهداری از مجیا را برای بلند مدت و بدون کمک اسپانسرهای بزرگ نخواهند داشت.